# Милиця Мандич
Міліця Мандич  (серб. Милица Мандић, 6 грудня 1991) — сербська тхеквондистка, дворазова олімпійська чемпіонка.

## Виступи на Олімпіадах
| Олімпіада           | Дисципліна  | Місце |
| ------------------- | ----------- | ----- |
| Лондон 2012         | понад 67 кг | 1     |
| Ріо-де-Жанейро 2016 | понад 67 кг | 9     |
| Токіо 2020          | понад 67 кг | 1     |